# Miiel Ferráez

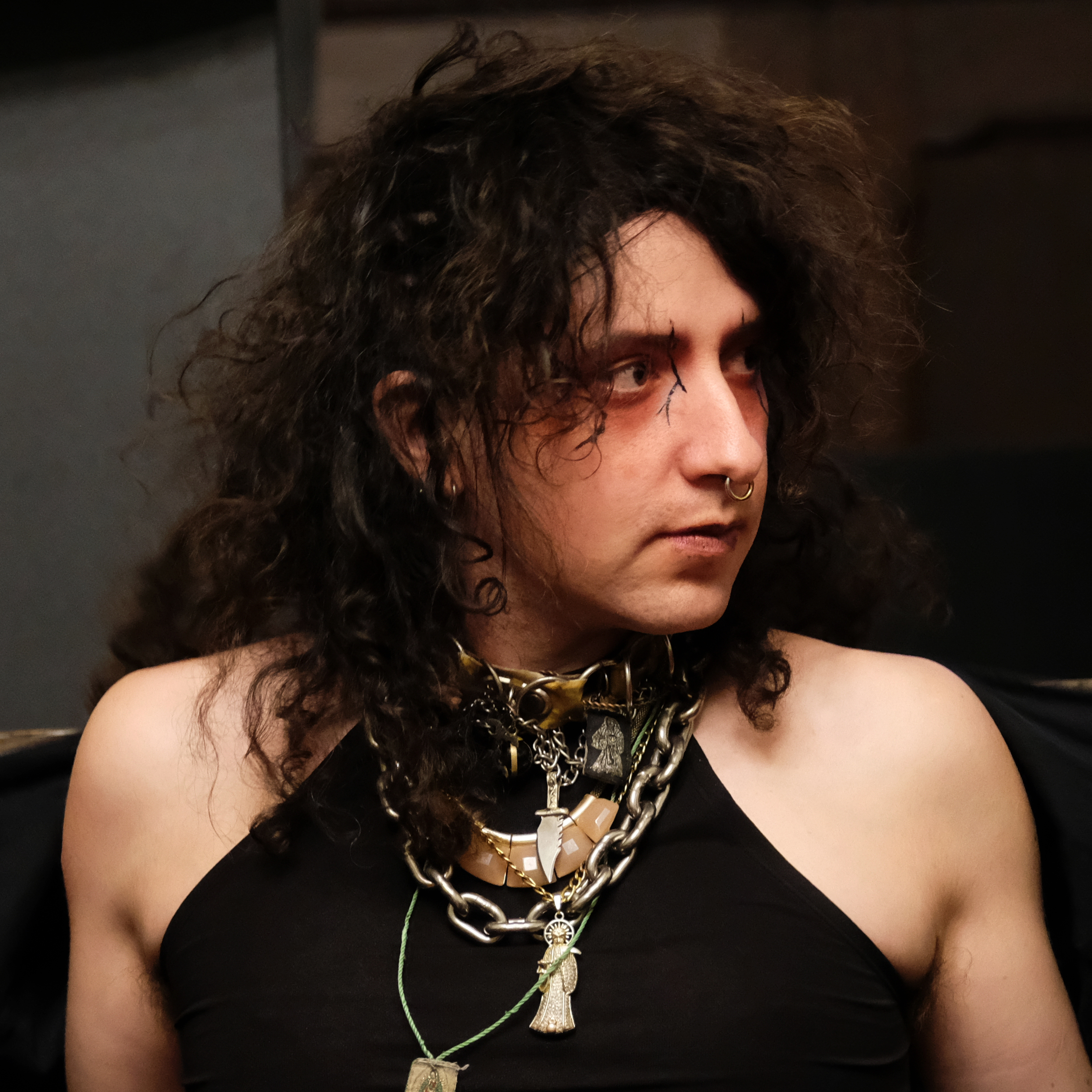
Miiel Ferráez (2024)

Miiel Ferráez (geboren 1989 in Cuauhtémoc) kommt aus Mexiko und ist im Bereich der Videokunst tätig. Im Jahr 2019 wurde Ferráez zusammen mit Clara Winter mit dem Deutschen Kurzfilmpreis für den Experimentalfilm Wir sprechen heute noch Deutsch ausgezeichnet.

## Leben
Miiel Ferráez studierte Kommunikation und Film an der Universidad Autónoma del Estado de México (Freie Universität des Staates Mexiko) in Huixquilucan und im Masterstudiengang Drehbuch an der Universität Navarra in Spanien. Das Diplom erhielt Ferráez im Jahr 2011 für den Kurzfilm Assemblé. Der Film behandelt Sprachbarrieren und die Annäherung über einen gemeinsamen Willen zur Verständigung. 2016 war Ferráez im Rahmen eines Gaststudiums an der Kunsthochschule Kassel und absolvierte 2020 das Masterprogramm am Dutch Art Institute.
Ferráez versteht sich als nicht-binär und verwendet das englische Pronomen „they“ für sich. Miiel Ferráez lebt in Deutschland.

## Werk
Seit 2014 arbeitet Miiel Ferráez im Duo mit Clara Winter vornehmlich an performativen Dokumentationen, die sich mit postkolonialen und neoliberalen Beziehungen auseinandersetzen. In vielen ihrer gemeinsamen Arbeiten verkörpern Winter und Ferráez auch vor der Kamera Figuren, die sie als „Archetypen“ bezeichnen. So etwa Touristen oder Menschen aus dem Globalen Norden. Dabei setzen sie sich mit den toxischen Auswirkungen von deren Handlungen in den Ländern des Globalen Südens auseinander. In der Kritik wird ihrer Filmarbeit ein sozialrevolutionärer Subtext zugeschrieben, weil die beiden Kunstschaffenden die ethisch und politisch fragwürdigen Momente des Filmens, des Bilderjagens thematisieren. So übernahm Miiel Ferráez in Postcolonialism in 30 sqm (2015) die Rolle eines jungen Mexikaners, in dessen Leben eine Europäerin mit besten Hilfsabsichten eindringt und sein Leben nach ihren Vorstellungen umzugestalten beginnt. So mutiert die Unterstützung, die dazu beitragen soll, den Mexikaner von den Folgen des Kolonialismus befreien, zu einem erneuten Übergriff.
Im mit dem Deutschen Kurzfilmpreis ausgezeichneten Experimentalfilm Wir sprechen heute noch Deutsch steht Miiel Ferráez vor Gebäuden in Mexiko, „die deutschen Unternehmen gehören, vor deutschen Autos und Restaurants“ und „vor dem deutschen Goethe-Institut“ und zitiert „Textfragemente aus deutschen Integrationskursen für Immigrant*innen“, so Dennis Vetter in seiner ausführlichen Werkanalyse im Kurzfilmmagazin shortfilm.de. Er beschreibt das Setting des Films als „deutsche Orte, an denen der deutsche Beitrag zur Globalisierung sich international“ manifestiere. Ferráez’ Filmfigur verkörpere die Personifikation einer Globalisierungskritik, die die Lehrsätze aus ihrem Kontext gelöst ad absurdum führe.
Der im Februar 2024 in Berlin uraufgeführte Film Wikiriders steht in der Tradition eines Roadmovies. Er entwickelt sich semi-dokumentarisch in schlaglichtartig gereihten Kapiteln entlang einer nicht-linearen Erzählung um den Wikipedia-Artikel einer seit dem 19. Jahrhundert politisch und wirtschaftlich einflussreichen Familie in Mexiko mit dem fiktiven Namen Flussmartín. Mit situativen Zitaten aus Stilmitteln eines Rache-Westerns begeben sich Ferráez und Winter zusammen mit Megan Marsh auf eine Autofahrt durch Mexiko in die Vereinigten Staaten auf der Suche nach dem jüngsten Mitglied der Familie. Auch dieser Film kreist um die Kolonialgeschichte Mexikos und die Auseinandersetzung damit aus einer postkolonialen Perspektive. Über die Inhalts- wie auch die Produktionsebene reflektiert Wikiriders Verschwörungsmythen und verhandelt daneben Fragen von Queerness und Hyperkonnektivität im digitalen Zeitalter. Zusätzlich zu Ferráez’ Mitwirkung an Regie und Buch wie auch auf Darstellungsebene, steuerte Ferráez das Sounddesign und die Originalmusiken bei.

## Ausstellungen
- 2015: Le Mythe Acide de la cerise éclectique au Salon Sauvage, Maison des Arts, Schaarbeck, Brüssel
- 2016: Maximum Surrender, Documenta-Halle Kassel
- 2016: GroupExhibition, Galeria Eremita, Mexiko-Stadt
- 2016: Echos, Museum für Sepulkralkultur, Kassel
- 2017: Poor people relax me*, documenta14 side event, Kassel
- 2018: Poor people relax me, Biquini Wax EPS Gallery, Mexiko-Stadt
- 2018: Postcolonialism in 30 sqm, Hao House, Taipeh
- 2018: Some Shapes of Things to Come, Gruppenausstellung, Kunstverein Harburger Bahnhof, Hamburg
- 2021: ppl stuck in time-windows shouldn’t be throwing bricks, Post Theater Arnhem
- 2022: Mi ruina es su ruina, nyg-west, Leipzig
- 2023: 4ll 0v3r th3 pl4c3, Retrospektive, ACC Gallery Weimar

## Filmografie
- 2012: Assemblé (Kurzfilm)
- 2012: Matilde (Co-Autorschaft, Kurzfilm)
- 2013: El Cursor Intermitente
- 2014: Just Kids Left Alive On the Road
- 2015: Postcolonialism in 30sqm
- 2016: El Misericordioso Vampiro de la Miseria
- 2016: ExplorerIn 2009
- 2016: Maximum Surrender
- 2017: Poor people relax me
- 2018: Beyond Beach
- 2018: The remorseless goatgrinder of capital
- 2019: Wir sprechen heute noch Deutsch
- 2019: Iztlacayotlán (The Guerrero Beach Project)
- 2022: Tracing narratives in the space of weird time
- 2024: Wikiriders

## Auszeichnungen
- 2012: Jimmy Stewart Crystal Heart Memorial Award des Heartland International Film Festival für Assemblé
- 2012: Gewinn in der Kategorie Best Editing beim Shorts Mexico Festival für Assemblé
- 2014: Bester Kurzfilm und Beste Regie beim 2. Kurzfilm Festival Toluca für El Cursor Intermitente
- 2014: mit Carlos Ferraez und Gabriela Hickman Auszeichnung als „Talento Emergente“ (deutsch: Aufstrebendes Talent) beim Festival Internacional de Cine Puebla für El Cursor Intermitente
- 2015: 1. Platz beim Filmfestival Universidad de Estado de Mexico
- 2015: 2. Preis Altersgruppe D, Deutscher Jugendfilmpreis für Just Kids Left Alive On The Road[11]
- 2015: Silbermedaille des FiSH – Filmfestival Rostock für Just Kids Left Alive On The Road
- 2015: Besondere Erwähnung, Internationaler Wettbewerb des Stuttgarter Filmwinter
- 2016: Publikumspreis bei Kurzsuechtig – Mitteldeutsches Kurzfilmfestival für Postcolonialism in 30sqm
- 2016: Film des Jahres des FiSH – Filmfestival Rostock für Postcolonialism in 30sqm
- 2016: Publikumspreis bei ContraVision Berlin für Postcolonialism in 30sqm
- 2019: Deutscher Kurzfilmpreis für Wir sprechen heute noch Deutsch[12]
- 2020: Publikumspreis bei Kurzsuechtig – Mitteldeutsches Kurzfilmfestival für Wir sprechen heute noch Deutsch